# 格雷格·諾曼
格雷格·諾曼AO（1955年2月10日—），澳洲職業高爾夫球運動員及企業家，在1980至90年代曾經穩據男子高爾夫世界排名第一位達331週，贏過91場國際賽事，當中包括20場PGA巡回赛及兩場大賽——1986和1993年的英国高尔夫球公开赛。他在2001年以史上最高票數列入世界高爾夫名人堂。1981年美國名人賽中，一頭金色秀髮和進取的球風為他贏得「大白鯊」的暱稱。